# Tuqu'
Tuqu', també Teqoa (àrab: تقوع, Tuqūʿ), és un municipi palestí en la governació de Betlem al centre de Cisjordània, situat 12 kilòmetres al sud-est de Betlem. Segons l'Oficina Central d'Estadístiques de Palestina (PCBS), tenia 11.177 habitants en 2016. Inclou tres localitats: Khirbet Ad Deir, Al Halkoom, i Khirbet Tuqu’. El municipi forma part del nucli d'Arab al-Ta'amira village cluster, amb Za'atara, Beit Ta'mir, Hindaza, Khirbet al-Deir i al-Asakra. Tuqu té una jurisdicció municipal sobre 191,262 dúnams, però l'àrea urbanitzada és de 590 dúnams, i el 98.5% de la terra de la vila és classificat per Israel com a Àrea C o Reserves Naturals, and i l'1.5% com aArea A. Està situada prop de l'assentament israelià de Tekoa.

## Història

### Període antic
Segons fonts bíbliques, els efratites de Betlem i els calebites d'Hebron fundaren Tuqu (Tekoa). L'enciclopèdia jueva d'Isidore Singer assenyala que «el text grec d'un passatge (Josué 15:60) perdut en hebreu el col·loca, juntament amb Betlem i altres pobles del turó de Judà, al sud de Jerusalem.»
Tekoa va servir com a centre administratiu i va ser enfortit per Roboam, un rei de Juda, contra una invasió del sud. El poble va ser el lloc de naixement d'Ira, fill d'Ikkesh, un dels herois de David, i del profeta hebreu Amós. Va ser aquí on el comandant militar del rei David. Joab. va obtenir una "sàvia" per induir al rei a recuperar el seu fill exiliat Absalom a Jerusalem. Segons la tradició jueva, Isaïes el profeta, després d'haver estat assassinat per Menashe, va ser dotat d'un lloc de sepultura a Tekoa. Alguns residents de Tekoa van participar en la reconstrucció de les muralles de Jerusalem després del retorn de la Captiveri Babiloni.
Tuqu 'va ser capturat per l'exèrcit musulmà durant la conquesta musulmana de Síria i amb el temps, molts dels seus habitants es van convertir a l'islam. Hi va haver una important població nòmada beduïna a prop dels voltants.

### Període medieval
Tuqu' era conegut com a Casal Techue pels croats que conqueriren Palestina en 1099. Els residents cristians donaren la benvinguda als croats. El cronista medieval Guillem de Tir relata que els cristians del poble van ajudar els croats durant el setge de Jerusalem en 1099, guiant-los a les fonts locals i fonts d'alimentació. Molts dels vilatans també es van unir a l'exèrcit croat.
L'any 1108, el viatger rus Daniel de Kiev va assenyalar que era "un poble molt gran" amb una població mixta cristiana i musulmana. Els beduïns als voltants del poble es mencionen en una transacció en què Casal Techue va ser canviat pels drets d'una església a Betània anomenada "Església del Sant Sepulcre". Els croats van construir al poble una casa pairal, cosa que suggereix un assentament de croats al costat de la població local.
Les forces zengites capturaren Casal Techue en 1138. Els Cavallers Templers sota Robert el Borgonyó van aconseguir reconquistar la ciutat amb facilitat, però van experimentar la seva primera derrota militar quan els zengites va forçar contraatacs, deixant la zona entre la ciutat i Hebron "estirafs amb cossos templers" segons Guillem de Tir. Va culpar a la derrota dels Templers pel seu fracàs en la fugida de les forces musulmanes que els va permetre reagrupar-se a l'exterior de Casal Techue.
El geògraf sirià Yaqut al-Hamawí la va descriure com "una vila famosa per la seva mel" durant un visita en 1225, durant domini aiúbida.

### Època otomana
Tuqu', com la resta de Palestina, fou incorporada a l'Imperi Otomà en 1517. Segons un cens otomà el 1526, 82 famílies vivien al poble, 55 de les quals eren cristians. En 1596 la vila apareixia als defter otomans com a part de la nàhiya d'al-Quds, del liwà homònim. Tenia una població de 62 llars musulmanes i cinc llars cristianes. Pagava impostos sobre blat, ordi, olives, vinyes o fruiters, i cabres o ruscs.

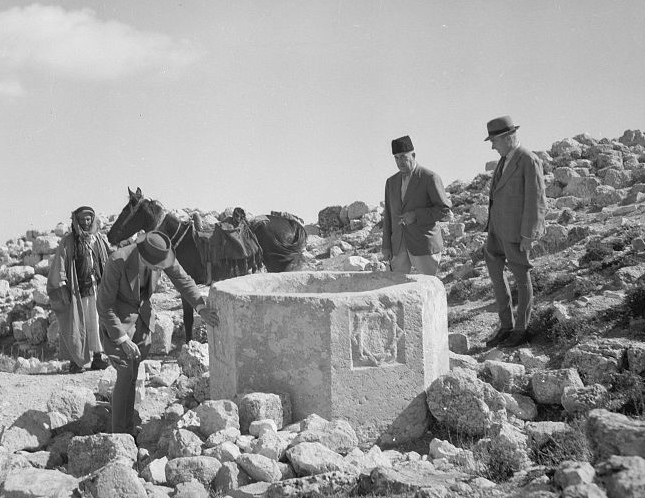
Pila baptismal romana d'Orient, descrita per Guérin en 1863, fotografiada en 1940

La majoria dels àrabs cristians de Tuqu emigraren a Betlem en el segle xviii. Els cristians de Tuqu' hi formaren el barri de Qawawsa.
L'explorador francès Victor Guérin va visitar el lloc el 1863 i va descriure la recerca de les restes d'una església gairebé completament destruïda i un octògon a la pila baptismal tallada en un bloc monolític de vermellós calcària, d'n metre i deu centímetres d'amplada interior, i un metre de trenta centímetres de diàmetre. Es va tallar en diferents costats de les creus d'octàgons. A la part inferior de la pila baptismal, l'aigua fluïa per una obertura cap a un tanc.
En 1883 el Survey of Western Palestine del Fons per a l'Exploració de Palestina descrivia Khurbet Tequa «sembla haver estat gran i important a l'època cristiana. Encara està habitada per unes poques persones que viuen a les coves […] També hi ha una font octogonal molt fina de 4 peus d'alt i 4 peus i 3 polzades de diàmetre de cercle inscrit: a cada costat hi ha un disseny, dos d'aquests dissenys representen creus, un tercer és una corona d'ivori, el quart està format per dos quadrats entrellaçats diagonalment entre si, la font és de bona pedra vermellosa.»

### Després de 1948

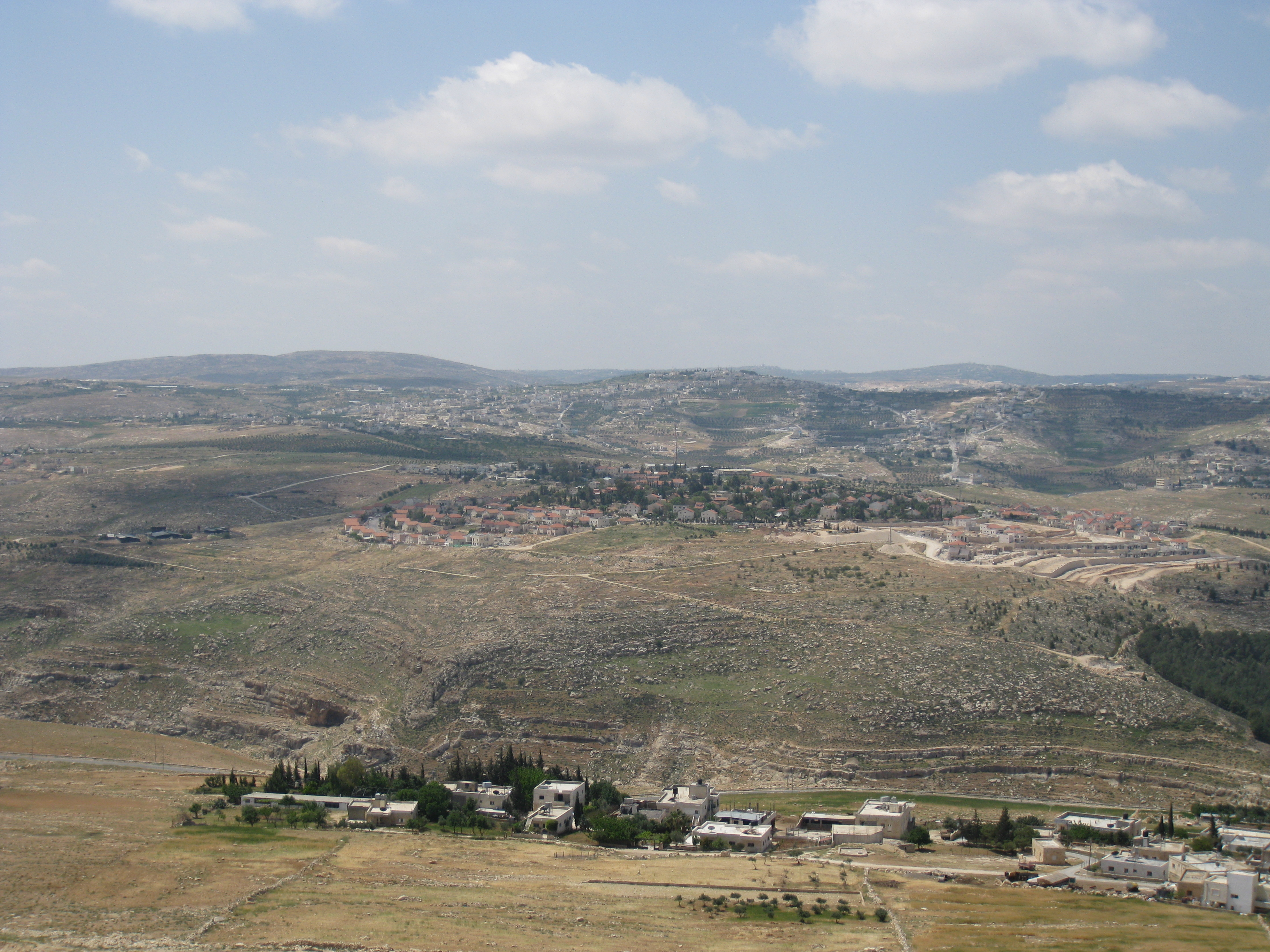
Vista general de les rodalies. L'assentament israelià de Tekoa està situat al front, mentre que Tuqu' es veu directament darrere i a l'esquerra del poblat. A la dreta es troba el poble de Khirbet al-Deir, part del municipi de Tuqu.

La ciutat moderna de Tuqu 'va ser establerta el 1948 durant l'annexió jordana de Cisjordània. Els habitants eren tribus beduïnes de la tribu 'Arab al-Ta'amira. En 1961 tenia 555 habitants.
Després de la Guerra dels Sis Dies de 1967 va romandre sota l'ocupació israeliana. Segons el cens israelià tenia 1.362 habitants.
En maig de 2001, després de l'assassinat de dos joves israelians als enfores de l'assentament israelià proper de Tekoa, Tuqu 'va ser tancat temporalment per l'Exèrcit israelià. En conseqüència, els residents no podien arribar als seus llocs de treball a Betlem i Israel, i els pastors no podien arribar a pasturar els terrenys fora del llogaret.

## Arqueologia i fites
Els romans d'Orient va erigir una església al voltant del 300 en honor del profeta hebreu Amós que avui es pot veure a través de les seves restes. Les ruïnes consten d'una cova doble sobre el que era una pila baptismal, sòl de mosaic i hi ha un monestir monofisita prop de la tomba. Almenys des del segle iv es deia que la seva tomba estava al poble de Tekoa. S'hi ha trobat terrissa romana d'Orient. AEl jaciment arqueològic de Khirbet Tuqu' està situat a dos kilòmetres a l'est de Tuqu'. A prop hi ha les restes d'una església romana d'Orient i un monestir.
Es van veure diverses ruïnes al lloc a mitjans del segle xix. Aquests incloïen parets de cases, cisternes, columnes trencades i munts de pedres de construcció, algunes de les quals tenien "cantells bisellats" que suposadament indicaven l'origen hebreu.
Fora de Tuqu ', adjacent a l'assentament israelià de Tekoa hi ha Wadi Khreiton ("Vall de Xaritó). La vall és notable per contenir tres coves prominents habitades des del Paleolític: Umm Qatfa, Umm Qala'a i Erq al-Ahmar. Aquesta última va estar habitada des de 8.000 aC i s'han trobat restes de foc a Umm Qala'a, que es remunten a 500.000 anys.